# فيك تايباك
فيكتور إي (بالإنجليزية: Vic Tayback)‏ «فيك» تايباك (6 يناير 1930 - 25 مايو 1990)، هو ممثل أمريكي. إشتهر بدور ميل شاربلز في فيلم أليس لم تعد تعيش هنا 1974 والمسلسل التلفزيوني أليس (مسلسل). حصل هذا الأخير على جائزتين متتاليتين من جوائز الغولدن غلوب وترشيح جائزة الإيمي برايم تايم . تزوج تايباك من شيلا مورين بارنارد من 16 مارس 1963 حتى وفاته في 25 مايو 1990. لديهم ابن، (كريستوفر مواليد 1963) وهو محامٍ في مجال الأعمال التجارية ومدعي عام سابق.
توفي تايباك بنوبة قلبية عن عمر يناهز 60 عامًا في جليندال، كاليفورنيا في 25 مايو 1990.    تم دفنه في فورست لون ميموريال بارك (هوليوود هيلز) .

## فيلموغرافيا
- أليس لم تعد تعيش هنا (فيلم)

## روابط خارجية
- فيك تايباك على موقع IMDb (الإنجليزية)
- فيك تايباك على موقع تيرنر كلاسيك موفيز (الإنجليزية)
- فيك تايباك على موقع أول موفي (الإنجليزية)
- فيك تايباك على موقع قاعدة بيانات الأفلام السويدية (السويدية)
- فيك تايباك على موقع إن إن دي بي (الإنجليزية)
- فيك تايباك على موقع قاعدة بيانات الفيلم (الإنجليزية)
- سيرة فيك تايباك ، كعضو فريق عمل من «أليس»
- فيك تايباك على موقع فايند أغريف